# Everon Pisas
Everon Romario Elvis Pisas (Willemstad, 13 ottobre 1994) è un calciatore olandese, attaccante dell'IFC.

## Carriera

### Club
Nella stagione 2013-2014 ha ottenuto con il Dordrecht la promozione in Eredivisie, e nella stagione successiva ha debuttato in massima serie.